# Distretto di San José de Quero
Il distretto di  San José de Quero è uno dei diciassette distretti della provincia di Concepción, in Perù. Si trova nella regione di Junín e si estende su una superficie di 317  chilometri quadrati.